# Moschoneura pinthous
Moschoneura pinthous is een vlindersoort uit de familie Pieridae (witjes) en de onderfamilie Dismorphiinae.
Moschoneura pinthous werd in 1758 vermeld door Linnaeus in de tiende editie van Systema naturae.